# Banjar (Soziologie Balis)
Das Banjar  ist die kleinste formelle soziale Einheit der balinesischen Gesellschaft. Die soziale Gruppe unterhält vor allem ein Bale Banjar, einen Versammlungsort, an dem Gemeinschaftstreffen und verschiedenste Aktivitäten stattfinden wie Sport, Tanz oder Gamelan-Musik. Wächst ein Banjar auf über 500 Angehörige, wird ein neues ausgegründet. Jedes Banjar wird geleitet von einem klian (Vorsitzenden), gewählt von der Vollversammlung der angehörenden Familienoberhäupter.
Das Banjar ist auf Bali eine sehr alte Einrichtung, die wahrscheinlich auf Zeiten vor der Verbreitung des Hinduismus zurückgeht. Die meisten Dörfer in Bali bestehen aus mehreren einzelnen Banjars, die auch gemeinsame Dorfangelegenheiten verwalten.